# Три кота
«Три кота́» — российский мультипликационный сериал без возрастных ограничений, ориентированный на детей дошкольного возраста. Режиссёр — Дмитрий Высоцкий, производство «Студии Метрафильмс» по заказу телеканала «СТС».
Премьера сериала состоялась 24 октября 2015 года на телеканале «СТС».
Сериал «Три кота» получил успех не только в России, но и у международной аудитории. По сообщению пресс-службы холдинга «СТС Медиа», благодаря сотрудничеству с телеканалом Nick Junior, в 2018 году второй сезон мультсериала стал доступен для просмотра более, чем в 170 странах мира. 1 июня 2022 года вышло полнометражное продолжение мультсериала, получившее название «Три кота и море приключений».

## Персонажи

### Главные герои
Коржик, Карамелька, Компот, Кисуля, Котя, Бабушка, Дедушка.  

### Второстепенные персонажи
Лапочка, Гоня, Нудик, Сажик, Шуруп, Горчица, Бантик, Изюм.
Тётя Корица, Бублик, Дядя Кекс, Пончик, Жёлтая Кепочка, Нэко-сан, Моти, Феликс. 

## Котополис
Котополис — это «небольшой городок» в котором живут главные герои мультфильма — три кота, а также их родители и друзья. Там же проживает большинство их знакомых и родственников, за исключением тех, что живут достаточно далеко за городом, например Бабушка и Дедушка котят. Несмотря на то, что город имеет, кроме частного сектора также и районы с чисто городской застройкой, все показанные в сериале коты и их семьи живут в отдельных домах, а не в квартирах.

## Создатели
| Автор сценария          | Дарина Шмидт                       |
| Режиссёры               | Дмитрий Высоцкий, Алексей Горбунов |
| Режиссёр-постановщик    | Дмитрий Высоцкий                   |
| Художник-мультипликатор | Ольга Юсибова                      |
| Художник-постановщик    | Андрей Сикорский                   |
| Композитор              | Алексей Яковель                    |

## Актёры озвучивания
| Все роли и актёры написаны по титрам мультсериала. |

| Актёр                     | Роль |
| ------------------------- | --- |
| Максим Сергеев            | Рассказчик, Таможенник, Вождь племени, Капитан, Кот без забот, Папа Гони, Друг Дедушки, Продавец, Начальник, Посетитель, Работник парка, Шеф-кондитер, Полицейский, Археолог, Дежурный, Мастер, Комментатор, Диктор, Стоматолог, Кот-таможенник, Ведущий конкурса, Почтальон, Фермер, Дедушка, Владелец забора, Диджей, Дворник, Водитель, Некто за дверью |
| Елена Шульман             | Мама (1 эпизод «Музыкальная открытка») |
| Михаил Хрусталёв          | Папа, Телеведущий, Дядя Кекс, Начальник вокзала, Комментатор, Спортсмен, Официант, Кекс, Папин брат, Сотрудник |
| Михаил Новодворцев        | Компот (сезоны 1—3 + спецвыпуски) |
| Илья Хрусталёв            | Коржик (сезоны 1—3 + спецвыпуски), Большой Бублик, Изюм, Гоня |
| Александра Глушинская     | Карамелька (сезоны 1—3 + спецвыпуски) |
| София Гадасина            | Лапочка |
| Тимур Хамитов             | Гоня |
| Александр Артамонов       | Нудик |
| Максим Чередниченко       | Бантик |
| Светлана Кузнецова-Царёва | Мама (начиная, со 2 эпизода «Киношедевр»), Тётя Корица, Бабушка, Голос лодки, Кошка из рекламы, Диспетчер, Телеведущая, Продавщица, Автоответчик, Стюардесса, Мама малыша, Сотрудница музея, Бабушка Горчицы |
| Анна Глушинская           | Маленький Бублик, Компот в детстве, Пончик |
| Дмитрий Высоцкий          | Матрос, Дедушка, Стражи, Механик, Режиссёры, Монстр, Зритель, Дворник, Робот, Проводник, Робокот, Маляр, Фотограф, Рыбак, Экскурсовод, Кот-художник, Тонущая кошка, Капитан, Неизвестный, Музыкант, Лыжник, Гардеробщик, Садовник, Шерлок Кот, Шеф-повар, Папа Сажика, Попугай, Курьер, Менеджер, Служитель парка, Кот-джинн, Клоун, Диктор ТВ             |
| Станислав Концевич        | Капитан |
| Марина Гладкая            | Мама Гони |
| Дмитрий Стрелков          | Папа Жёлтой Кепочки, Ведущий, Полицейский, Нэко Сан, Портье, Папа Маргаритки |
| Степан Обарухин           | Изюм |
| Мария Сопоровская         | Мама Гони |
| Андрей Матвеев            | Привратник, Ай-да-мяу, Шуруп, Нудик, Латук |
| Александр Васильев        | Кот Викинг, Дядя Боба, Ведущий |
| Станислав Войнич          | Экскурсовод, Папа Изюма, Фотограф, Журналист |
| Валерий Чеботаев          | Робокот |
| Ольга Вечерик             | Секретарша |
| Андрей Ищенко             | Нудик |
| Геннадий Смирнов          | Ведущий |
| Варвара Хлебникова        | Лапочка |
| Анна Казанцева            | Горчица |
| Роман Каграманян          | Сажик |
| Виктория Слуцкая          | Мама Гони, Мама Горчицы |
| Евгений Балабанов         | Шуруп |
| Владимир Маслаков         | Дедушка |
| Владимир Батруков         | Котёнок в кепочке, Жёлтая Кепочка |
| Андрей Тенетко            | Папа Шурупа |
| Лука Сыромятников         | Изюм |
| Ксения Бржезовская        | Мама Лапочки |
| Алексей Линёв             | Шуруп |
| Мария Шустрова            | Мама Гони |
| Светлана Шейченко         | Библиотекарь |
| Ольга Ковалевская         | Моти |
| Софико Гогитидзе          | Карамелька, Горчица |
| Елисей Алейник            | Коржик |
| Владимир Прудников        | Компот |
| Евгения Тимофеева         | Лапочка |
| Максим Тимонин            | Сажик, Коржик |
| Александра Полуянова      | Горчица |
| Тимофей Ложкин            | Нудик |
| Иван Трубин               | Изюм |
| Григорий Хуснотдинов      | Бантик, Гоня |
| Юрий Романов              | Феликс |
| Сергей Мардарь            | Кот-исследователь, Киномеханик |
| Оксана Андрейчук          | Мама Маргаритки |
| Юлия Рудина               | Бабушка-кошка, Молодая кошка, Жена-кошка, Мама-кошка |
| Алексей Мильто            | Малыш |
| Роман Кузьмин             | Густав |

## Трансляция
С 24 октября 2015 года премьерные выпуски и повторы прошедших эпизодов транслируются на телеканалах «СТС» и «Карусель».
- В 2017 году повторы первого сезона проходили на канале «Nick Jr.»
- С июня по декабрь 2018 года мультсериал транслировался на «СТС Love», сейчас он транслируется на «СТС Kids».
- С 1 января 2019 года мультсериал транслируется на телеканале «360° и 360 premium» только в праздничные дни.
- В Белоруссии мультсериал транслируется на телеканале ВТВ.

## Полнометражные мультфильмы
1 июня 2022 года вышел полнометражный мультфильм «Три кота и море приключений», где котята с родителями полетели на морской курорт. 12 декабря 2024 года вышел полнометражный фильм  «Три кота: Зимние каникулы», где котята вместе с родителями и дедушкой отправляются в  Северландию к Бабушке Изольде встретить новый год. 

## Оценки
В 2018 году сериал «Три кота» удостоился телевизионной премии «ТЭФИ», учреждённой фондом «Академия Российского телевидения», став лучшим в номинации «Программа для детей и юношества». Мультфильм содержит множество аллюзий на разнообразные явления культуры. В частности, отмечая многочисленные отсылки к полотнам знаменитых художников, искусствовед и культуролог Анастасия Четверикова назвала мультсериал «Три кота» хорошим помощником в приобщении детей к искусству, способным вызвать интерес к живописи, что в свою очередь, по мнению эксперта, способствует разностороннему развитию мозговой активности ребёнка.

## Фестивали и награды
- 2016 — V Московский фестиваль российского кино «Будем жить!» — Номинация «Анимационное кино»: Специальный диплом «За раскрытие внутренней жизни семейства кошачьих» — «Варенье в подвале» (сериал «Три кота») реж. Дмитрий Высоцкий, студия «Метрафильмс»[3].
- 2017 — 22 Открытый Российский Фестиваль анимационного кино в Суздале: в категории «Лучший сериал» — диплом «За сценарное решение» — «Папа за маму» (сериал «Три кота» реж. Дмитрий Высоцкий)[4].
- 2017 — Икар (кинопремия): Лауреатом в номинации «Эпизод» стал «Папа за маму» (сериал «Три кота» реж. Дмитрий Высоцкий)[5].
- 2018 — ТЭФИ (победа в номинации «Программа для детей и юношества»)[6]
- 2020 — премия Ассоциации продюсеров кино и телевидения (победа в номинации «Лучший анимационный сериал»)[7].